# Józef Korolkiewicz

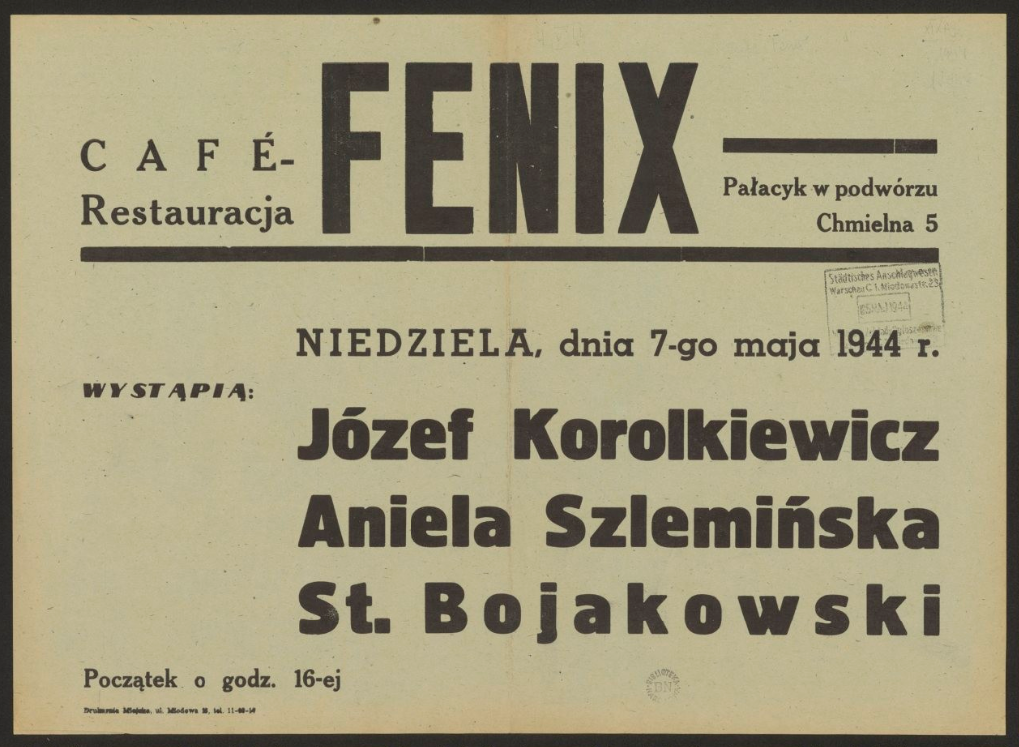
Józef Korolkiewicz na afiszu warszawskiej „Café Fenix”, 1944

Józef Korolkiewicz (ur. 27 kwietnia 1902 w Godziszewach, zm. 18 listopada 1988 w Warszawie) – polski malarz, grafik, śpiewak i sportowiec.

## Życiorys
Był jednym z czworga dzieci Olgierda Korolkiewicza (1873-1924) i Czeszki Vlastimili Vycpálek. Jego rodzice poznali się w rodzinnym mieście Vlastimili Taborze, gdzie Olgierd studiował w Szkole Rolniczej (szkoła wyższa). Wczesne dzieciństwo spędził w majątku Nowa Wieś niedaleko Kobyłki, który wcześniej należał do jego dziadka, Józefa (1838-1909), doktora medycyny, powstańca styczniowego, zesłańca syberyjskiego i drugiego na liście fundatorów pomnika Adama Mickiewicza w Warszawie.

### Artysta
W wieku 15. lat, zachęcony przez Wojciecha Kossaka, został jego najmłodszym studentem w warszawskiej Szkole Sztuk Pięknych. Mając lat 18, wraz ze starszym bratem, Zbigniewem, wstąpił ochotniczo do Wojska Polskiego i wziął udział w wojnie polsko-bolszewickiej w 1920. W latach 1922–1923 kontynuował studia w Krakowie w pracowni Ignacego Pieńkowskiego. W 1924 powrócił do Warszawy do pracowni Tadeusza Pruszkowskiego.
Tworzył obrazy olejne, gwasze i rysunki. Przeważającym tematem jego prac był koń. Rzadziej pojawiały się na nich inne zwierzęta, przyroda i człowiek, choć nie stronił od malowania portretów. Jako malarz zadebiutował publicznie w Zachęcie w 1927. W latach 1936–1938 mieszkał w Rzymie, dzieląc czas na malarstwo i studia wokalne u Astolfa Pescii, oraz okazjonalnie występując w koncertach. Po wybuchu wojny w 1939 ponownie przywdział mundur WP, by bronić Warszawy przed niemiecką agresją. W czasie okupacji przebywał w Warszawie, dając występy z innymi śpiewakami w kawiarniach i restauracjach. Podczas powstania warszawskiego stracił prawie wszystkie swoje dzieła powstałe przed wojną, które spłonęły w pożarach.
Już w 1934 pojawił się na scenie Opery Warszawskiej, na której z przerwą wojenną występował jako solista do 1949. Śpiewał partie barytonu. Wystąpił w takich operach jak Halka, Straszny dwór, Cyrulik sewilski, Faust, Carmen, Rigoletto, Pajace i Madame Butterfly. Wskutek zniszczenia przez Niemców gmachu opery, po 1945 śpiewał w przedstawieniach wystawianych w Teatrze „Roma”, który do 1965 był tymczasową siedzibą Opery Narodowej.
Współpracował także z Polskim Radiem. Nagrał szereg płyt, m.in. z pieśniami polskimi Stanisława Moniuszki i Fryderyka Chopina.
Przez wiele lat kariery artystycznej zajmował się w szerokim zakresie sztuką użytkową. Projektował plakaty, gobeliny, mozaiki, medale i znaczki pocztowe, oraz ilustrował książki, czasopisma, podręczniki z dziedziny sportu i szkolne plansze edukacyjne. Jednak od lat 60. skupił się głównie na malarstwie i rysunku.

### Sportowiec

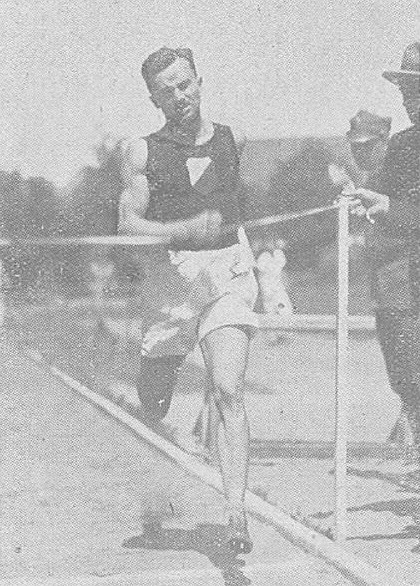
Józef Korolkiewicz bije rekord Polski w biegu na 500 m (1927)

Jako zawodnik Polonii Warszawa w latach 1924-1930 uprawiał sport na poziomie wyczynowym. Był lekkoatletą (400 m i 400 m p. płotki), pięciokrotnym wicemistrzem Polski w biegu na 400 metrów przez płotki (1924, 1925, 1926, 1927, 1930) i członkiem polskiej reprezentacji narodowej. W 1927 pobił rekord Polski w biegu na 500 m (czas 1:08.6). Także w 1927, na Akademickich Mistrzostwach Świata w Rzymie, zdobył brązowy medal w sztafecie 4 × 400 m. Przewidywany był do występu na Igrzyskach Olimpijskich w Amsterdamie w 1928, ale kontuzja uniemożliwiła mu udział.  
Cztery lata później chciał zostać olimpijczykiem w dziedzinie sztuki, zgłaszając na konkurs w Los Angeles obraz olejny Bokserzy. Jednakże w krajowej, kwalifikacyjnej edycji tego konkursu nie uzyskał nominacji olimpijskiej – niemniej zdobył w nim drugą nagrodę w kategorii malarstwa. 
Był także miłośnikiem tenisa. Sam grał amatorsko, regularnie pojawiał się na kortach, zwłaszcza w wieku dojrzałym. Uczestniczył w rozgrywkach dla old-timerów. Często zasiadał na trybunach turniejów Wielkiego Szlema. Ponadto od dzieciństwa jeździł konno, wykazując się na tym polu dużymi umiejętnościami.

### Myśliwy
Był dobrym myśliwym. Łowiectwem zajmował się głównie w młodości. Na polowania najczęściej wyprawiał się ze swoim starszym bratem, Zbigniewem.

### Małżeństwo i dzieci
W 1941 ożenił się z Barbarą Złotnicką, która była jedną z uczestniczek konkursu „Miss Polonia 1930”. Miał z nią dwóch synów: Piotra (ur. 1942) i Łukasza (ur. 1948) – artystę malarza. Piotr wyemigrował do Szwecji. Zamieszkał z rodziną w Uppsali, gdzie często gościł ojca.

### Ostatni spoczynek
Po śmierci spoczął w rodzinnym grobie na starym cmentarzu parafialnym w Kobyłce (kwatera A).

## Wybrana twórczość

### Malarstwo
- Biegacze, 1932
- Dzieci w parku, 1937
- Pejzaż górski, 1939
- Zbigniew  Korolkiewicz, 1944 – portret starszego brata
- Portret kobiety w sukni historycznej
- Konie, 1969
- Wyścigi, 1969
- Na wyścigach, 1970
- Bażanty, 1975
- Przejażdżka konna, 1977
- Polowanie, 1979
- Jeźdźcy, 1979
- Galop
- Pędzące konie, 1980
- Konie przy księżycu, 1983
- Konie w galopie, 1984

### Plakaty
- Z wspólnej pracy wyższe plony!, ok. 1950
- Siano sprzedasz najkorzystniej w Gminnej Spółdzielni, 1954

### Ilustracje i opracowania graficzne książek oraz czasopism
- Trzy Miki z Ameryki, aut. Jadwiga Korczakowska, wyd. Towarzystwo Wydawnicze „Bluszcz”, 1934
- „Kobieta” (okładka), tygodnik, nry 18 i 31, kwiecień i lipiec 1948, wyd. Zarząd Główny Ligi Kobiet
- Order Zielonej Różczki (okładka), aut. Zbigniew Kowalski, wyd. MON, 1954
- Dzień w kraju Mieszka, aut. Jerzy Gąssowski, wyd. Biblioteczka historyczna PZWS, 1959

### Znaczki pocztowe
- II Międzynarodowe Igrzyska Sportowe Młodzieży (seria), 1955
- XVIII Igrzyska Olimpijskie • Tokio 1964 (seria), 1964

### Pocztówki
- Konie, (albumik z dziewięcioma pocztówkami), wyd. Ruch, 1966

## Upamiętnienie
W 2006 nakładem wydawnictwa BoSz ukazał się album Józef Korolkiewicz autorstwa Kingi Kawalerowicz i Emilii Bzickiej. Publikacja zawiera reprodukcje obrazów oraz fotografie artysty.